# サン・セバスティアン・デ・ラ・ゴメラ
サン・セバスティアン・デ・ラ・ゴメラ（スペイン語: San Sebastián de La Gomera）は、スペイン・カナリア諸島州サンタ・クルス・デ・テネリフェ県のムニシピオ（基礎自治体）。カナリア諸島のラ・ゴメラ島の主都である。面積は113.5km2であり、2013年の人口は8,699人。

## 地理

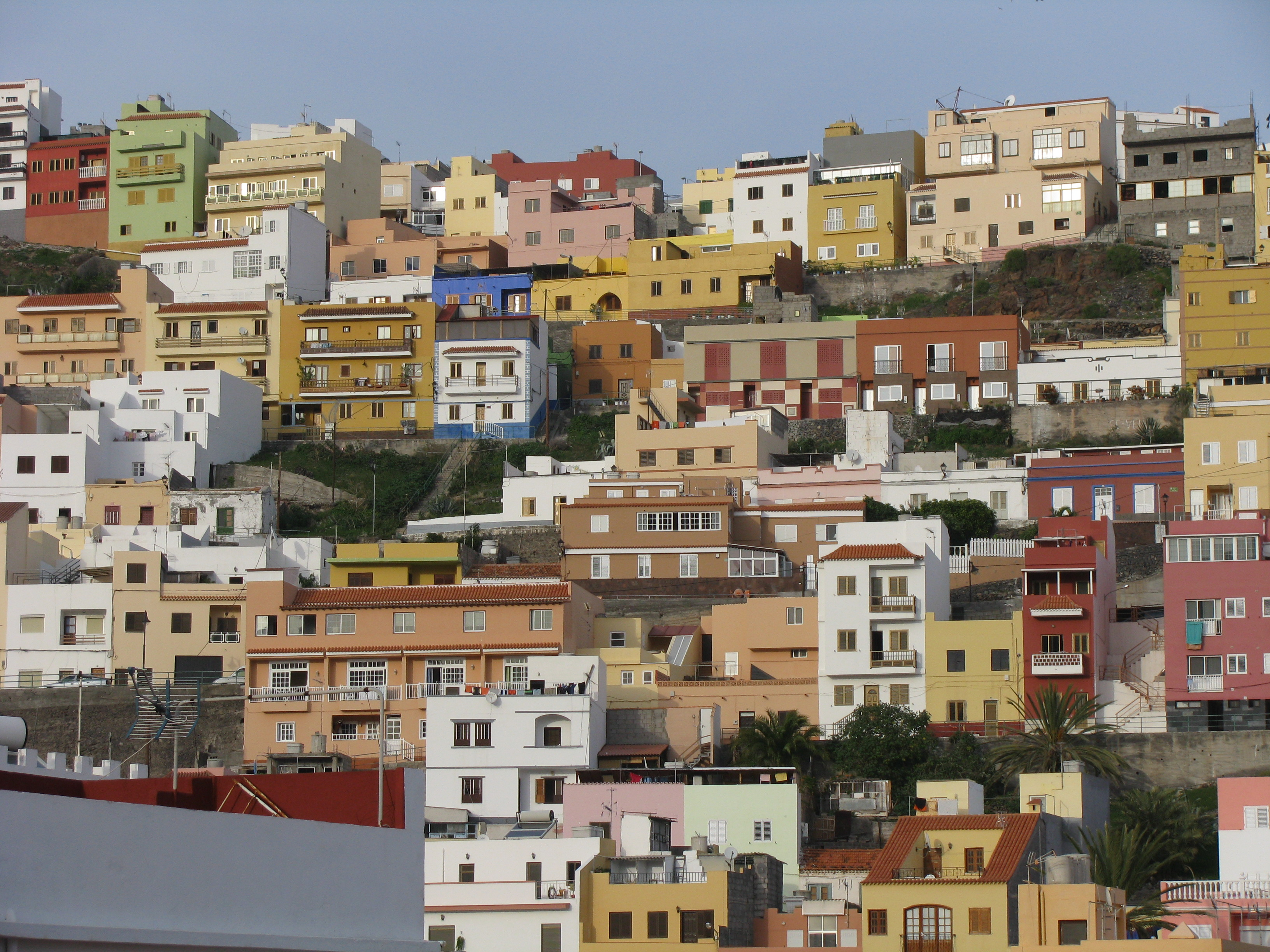
サン・セバスティアンの町

同じカナリア諸島のテネリフェ島、ラ・パルマ島、エル・イエロ島に対してサン・セバスティアン港からフェリーが運航されている。サン・セバスティアン港はテネリフェ島からフェリーでやってくる観光客にとっての拠点である。バスターミナルからはラ・ゴメラ島の全域に向かってバスが運行されている。テネリフェ島はラ・ゴメラ島から肉眼で見える距離にあり、フェリーでは約35分で到着する。
交通、貿易、観光などが経済の中心である。守護聖人であるグアダルーペの聖母を祀ったプンタリャーナ礼拝堂がある。

### 地区
自治体の中心地であるサン・セバスティアン以外に、以下のような集落がある。
- ベンチヒグア
- ヘルドゥネ
- ラ・ラハ
- ロモ・フラゴソ
- プラージャ・サンティアゴ（東側）

## 歴史
1440年のキリスト教徒のスペイン人（エルナン・ペラーサ）がやってくる前にはグアンチェ族が住んでいた。クリストファー・コロンブスは1492年9月6日にこの町の港に立ち寄り、その後大西洋を横断してアメリカ大陸を発見した。コロンブスがこの島で滞在した建物はコロンブスの博物館となっている。

## 見どころ
- コンデ塔 : 谷の中央部にある塔

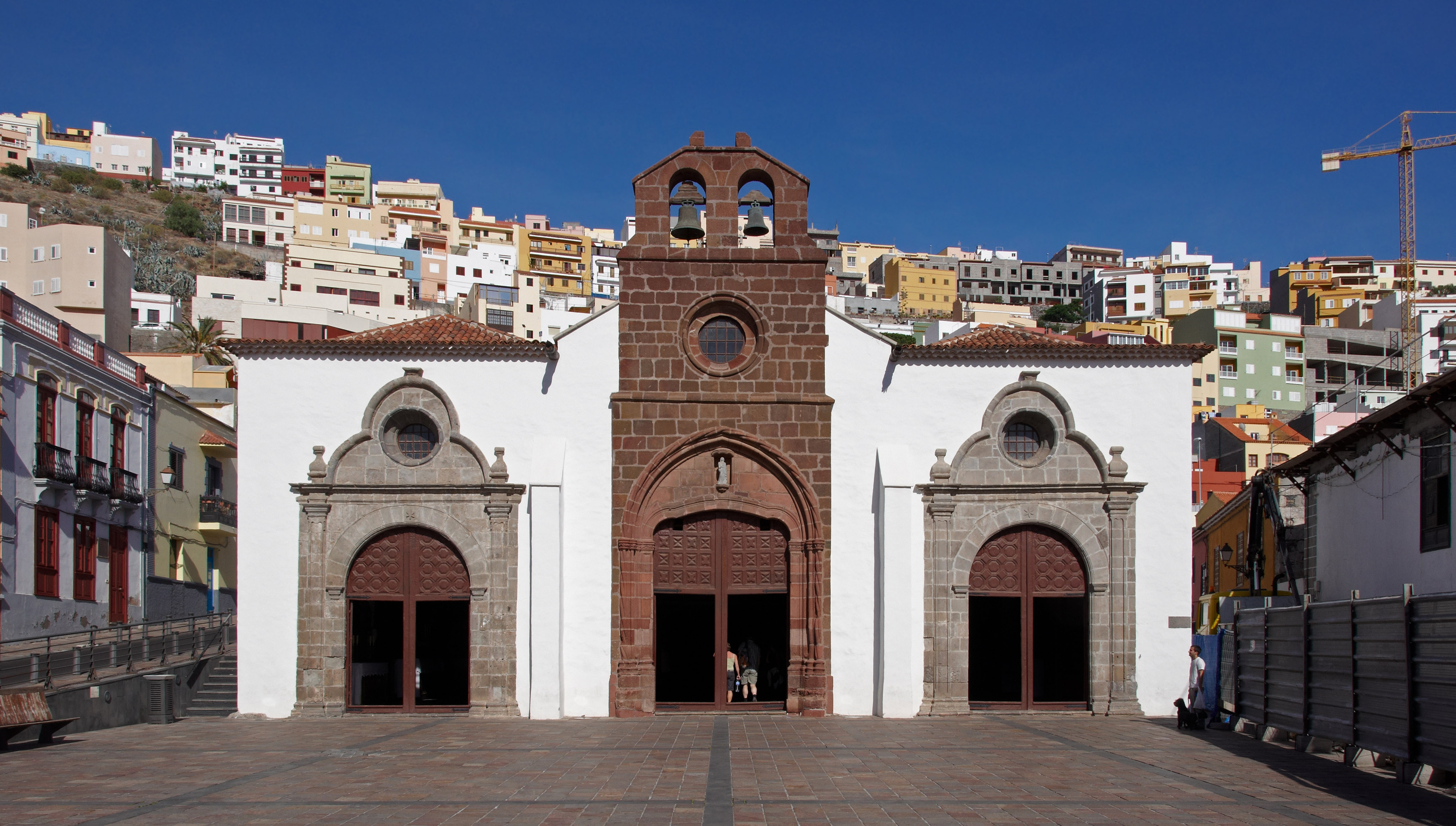
アスンシオン教会

- コロン邸 : クリストファー・コロンブスに関する博物館
- ペラーサ邸
- ポソ・デ・ラ・アグアダ
- アスンシオン教会とサン・セバスティアン修道院
- グアダルーペの聖母修道院
- バランコ・デル・バブリト
- ロケ岩
- プンタリャーナ礼拝堂
- マホーナ自然公園

## 人口
| サン・セバスティアン・デ・ラ・ゴメラの人口推移 1991－2013 |
|                                                           |
| 出典:INE（スペイン国立統計局）1900年 - 1991年、1996年 -   |

## ギャラリー

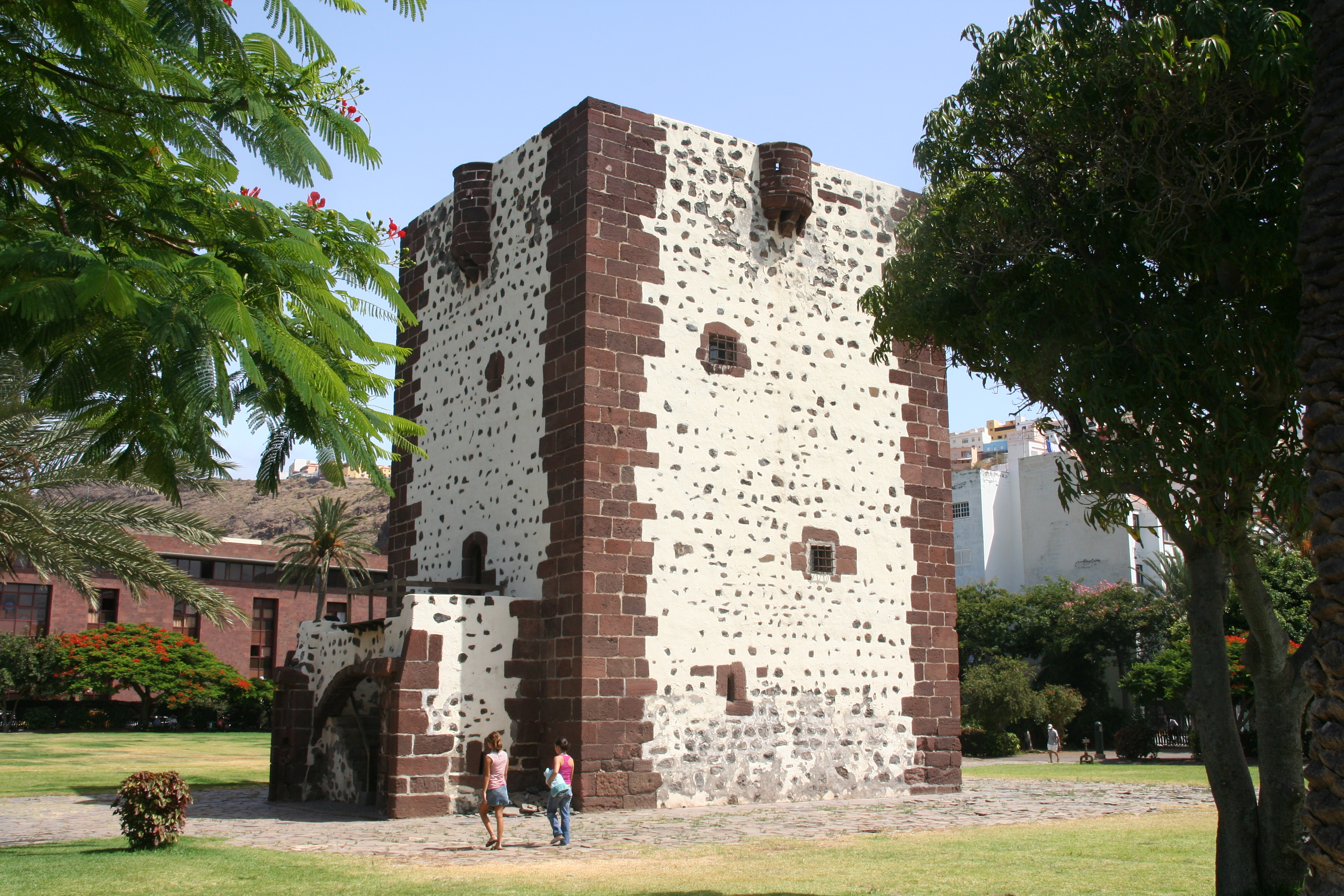
コンデ塔
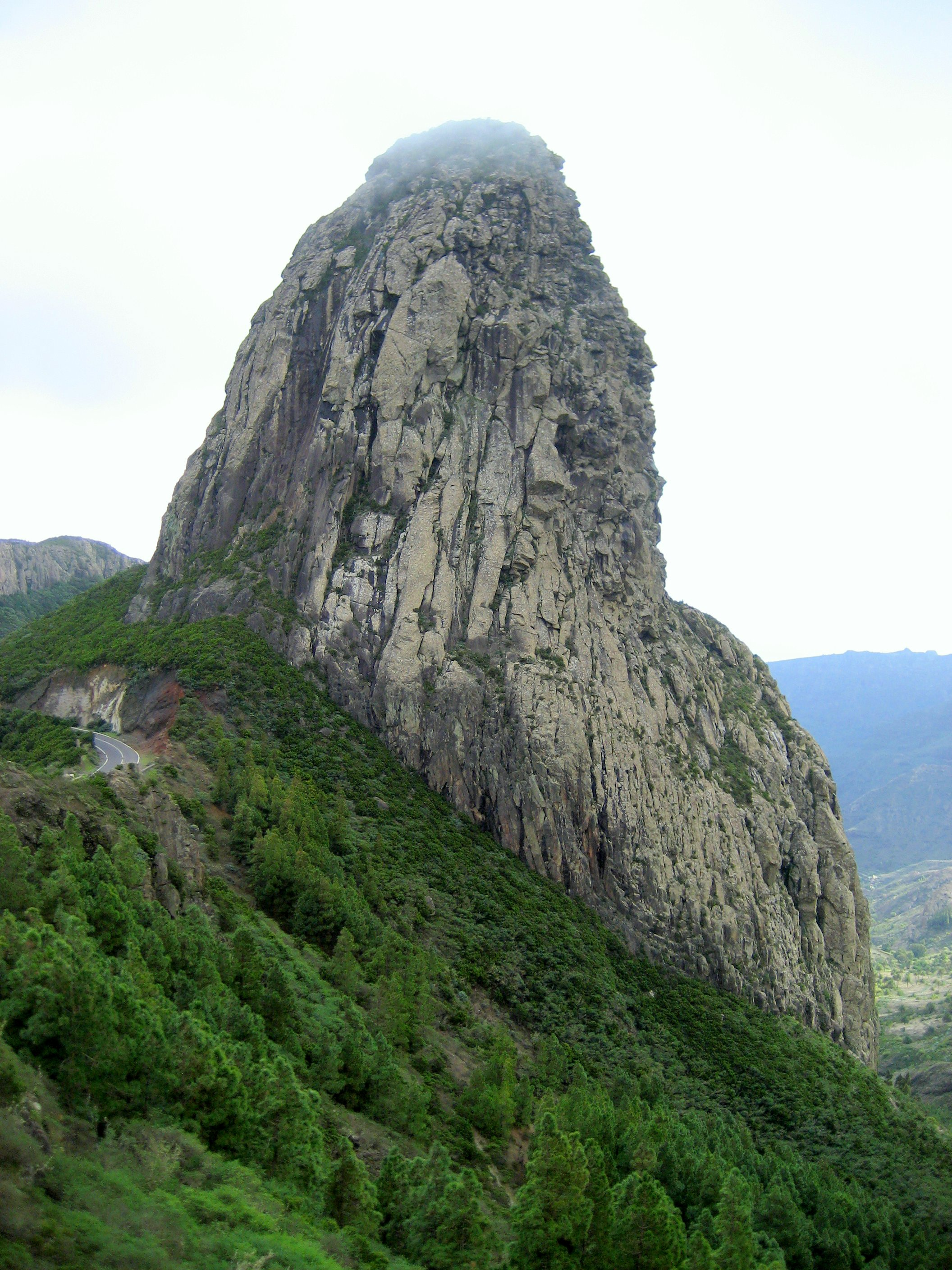
Roque de Agandoロケ・デ・アガンド
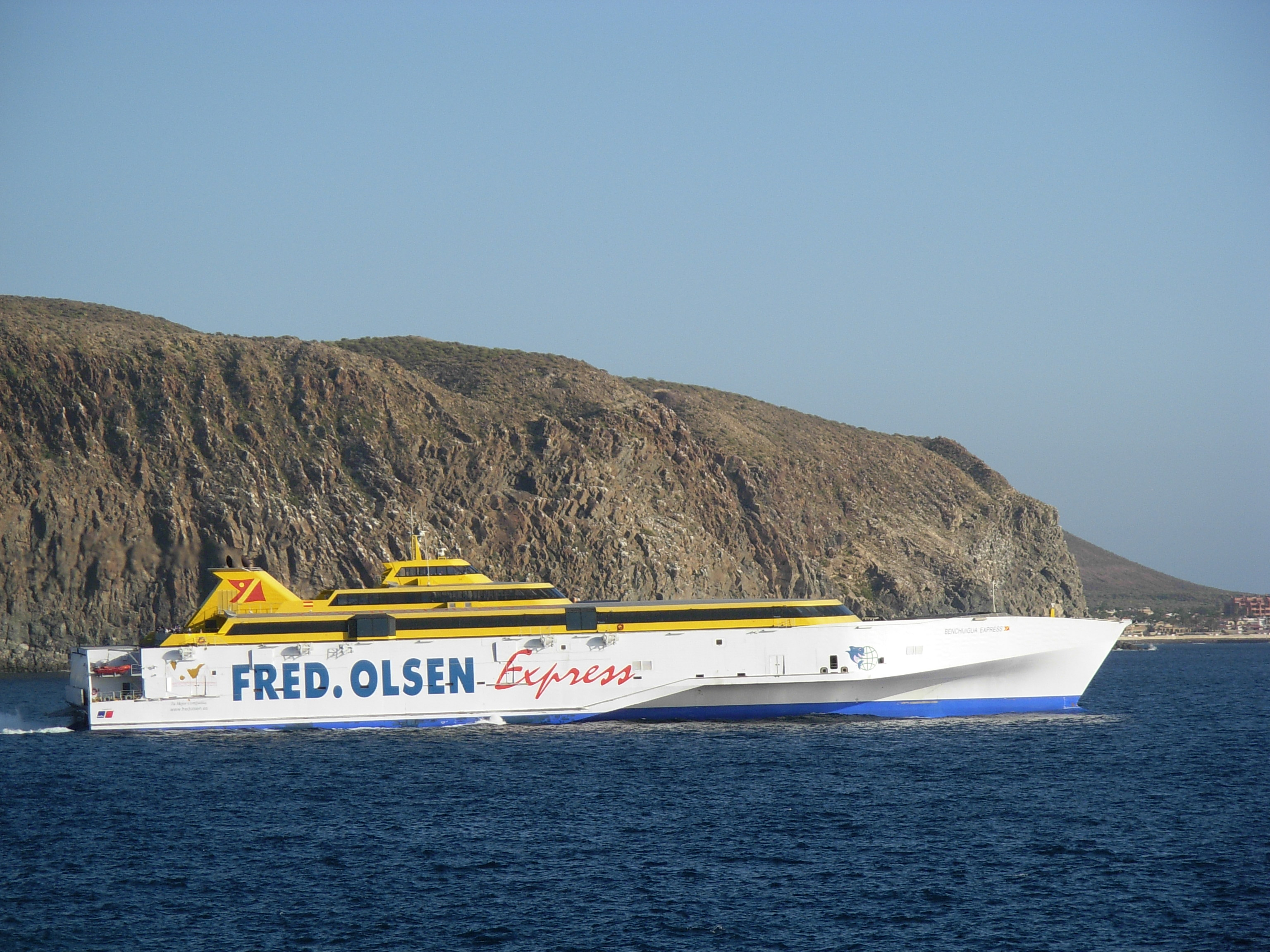
大型フェリー